# Dactylella oxyspora
Dactylella oxyspora är en svampart som först beskrevs av Sacc. & Marchal, och fick sitt nu gällande namn av Matsush. 1971. Dactylella oxyspora ingår i släktet Dactylella och familjen vaxskålar.   Inga underarter finns listade i Catalogue of Life.